# Viševica
Viševica är ett berg i Kroatien.   Det ligger i länet Gorski kotar, i den centrala delen av landet, 110 km sydväst om huvudstaden Zagreb. Toppen på Viševica är 1 428 meter över havet, eller 345 meter över den omgivande terrängen. Bredden vid basen är 15,4 km.
Terrängen runt Viševica är huvudsakligen kuperad, men åt sydväst är den bergig. Runt Viševica är det ganska glesbefolkat, med 29 invånare per kvadratkilometer. Närmaste större samhälle är Crikvenica, 12,1 km sydväst om Viševica. I omgivningarna runt Viševica växer i huvudsak blandskog.